# Prêmio Emmy de Notícias e Documentários
O Prêmio Emmy de Notícias e Documentários (no original em inglês: News & Documentary Emmy Award) são apresentados pela Academia Nacional de Artes e Ciências Televisivas (NATAS), em reconhecimento a produção jornalistica norte-americana. As cerimônias de premiação são geralmente realizadas no outono.

## Regras
Pelo regulamento do News & Documentary Emmy Award, os nomeados devem ter sido originalmente produzido, co-produzido ou transmitido para a televisão americana durante o período de elegibilidade entre 1 de Janeiro e 31 de Dezembro, e em pelo menos 50 por cento do país. Uma produção estrangeira é geralmente inelegível a menos que seja uma co-produção com um parceiro americano, e ter sido exibido na televisão americana desde o início.
Duas categorias da premiação honram a programação local de notícias, são elas as Outstanding Regional Story: Spot News e Outstanding Regional Story: Investigative Reporting, porém somente notícias que já venceram um Emmy Regional são elegíveis. As inscrições devem ser enviadas até março. Além disso, também é necessário um trabalho de uma página descrevendo por a inscrição é "digna de um Emmy".
Os vencedores são eleitos por um painel de juízes "com experiência significativa no noticiário nacional ou na produção de documentários" A maioria das categorias tem dois turnos de votação, separadas em cada rodada. Os melhores trabalhos de cada categoria são anunciados como "nomeados", e, em seguida, sendo anunciado como vencedor mais tarde na cerimônia de premiação.
Além disso, é durante os News & Documentary Emmy Award que são anunciados os prêmios Emmy de jornalismo nas categorias internacionais.

## Categorias

### Nacional
- Programação Regular de Notícias:
  - Melhor Cobertura de Notícias de Última Hora
  - Melhor Cobertura Contínua de uma Notícia
  - Melhor Matéria Principal
  - Melhor Jornalismo Investigativo
  - Melhor Reportagem de Negócios e Economia

- Revista Notícias:
  - Melhor Cobertura de Notícias de Última Hora
  - Melhor Cobertura Contínua de uma Notícia
  - Melhor Matéria Principal
  - Melhor Jornalismo Investigativo
  - Melhor Reportagem de Negócios e Economia

- Artigos:
  - Melhor Cobertura Ao Vivo de Notícias Atuais
  - Melhor Cobertura Contínua de uma Notícia
  - Melhor Jornalismo Investigativo
  - Melhor Programação Informativa
  - Melhor Programação Histórica
  - Melhor Reportagem de Negócios e Economia

- Melhor Programação:
  - Artes e Cultura
  - Ciências e Tecnologia
  - Natureza

- Melhor Entrevista
- Melhor História em um Noticiário Regulamente Programado
- Melhor Reportagem em uma Revista de Notícias
- Melhor Documentário
- Novas Abordagens de Notícias e Programação de Documentário:
  - Cobertura de Atualidades
  - Documentários
  - Artes, Estilo de Vida & Cultura

- Categorias Individuais:
  - Roteiro
  - Pesquisa
  - Cinematografia - Natureza
  - Cinematografia - Atualidades / Documentários
  - Edição
  - Edição - Rápida Rotação
  - Design Gráfico e Direção de Arte
  - Música e Som
  - Iluminação e Design Direção Cênica

- Melhor Anúncio Promocional:
  - Institucional
  - Episódico

### Regional
- Melhor Cobertura Regional:
  - Notícia Local
  - Reportagem Investigativa